# Deutschösterreichische Tages-Zeitung
Die Deutschösterreichische Tages-Zeitung, kurz DÖTZ, war eine von 1921 bis 1933 in Wien erscheinende Tageszeitung. Sie stand am Ende einer Reihe stark nationaler, antisemitischer Blätter und gilt als Nachfolgeblatt der von Karl Hermann Wolf 1890 als Wochenblatt gegründeten Ostdeutschen Rundschau, die ab 1903 unter dem Namen Neues Deutsches Tagblatt als Tageszeitung erschien, 1904 in Deutsches Tagblatt umbenannt wurde und ab 1908 wieder ihren ursprünglichen Namen „Ostdeutsche Rundschau“ trug. Ab 1920 erschien das Blatt als „Wiener deutsche Tageszeitung“ und vom 8. August 1920 bis 31. März 1921 unter dem Titel „Deutsche Tageszeitung“. Am 1. April 1921 wurde sie schließlich in „Deutschösterreichische Tages-Zeitung“ umbenannt. Herausgeber war ein Konsortium der Alldeutschen Vereinigung unter Führung von Georg von Schönerer und Heinrich Claß. 1927 wurde sowohl die Tageszeitung selbst, als auch der angegliederte Betrieb inklusive Druckerei an die NSDAP verkauft, die jedoch zu Beginn nicht als Besitzerin auftrat, sondern im Hintergrund blieb.
In den ersten Jahren ihres Bestehens trug sie den auf Schönerer verweisenden Slogan „Alldeutschland die Hoffnung, Großdeutschland das Ziel!“ im Titel und verwies damit auf die Anschlussbestrebungen der Deutschösterreicher an das republikanische Deutsche Reich nach dem Ende des Ersten Weltkrieges. Gegen Ende ihres Bestehens war die DÖTZ Zeitungsorgan der deutschösterreichischen Nationalsozialisten.
Der Kulturteil, in dem Mirko Jelusich von 1923 bis 1933 als Feuilletonredakteur wirkte, wurde zum Teil von späteren prominenten Autoren geprägt, etwa dem jungen Heimito von Doderer, dem späteren Jugendbuchautor Gerhard Aichinger alias Gerhard Aick oder dem
Publizisten Kurt Ziesel. Die Blattlinie war durch den damals extrem stark ausgeprägten Nationalismus („Deutschtum“), verbunden mit einem weit verbreiteten prononcierten Rassismus und der jahrhundertealten Judenfeindlichkeit der Wiener gekennzeichnet. So forderte das Blatt schon im Oktober 1925 die Anlegung eines „Judenkatasters“ für das österreichische Bundesheer und der Wiener Auftritt von Josephine Baker wurde 1928 als „Negerskandal“ qualifiziert.